# Reckless (pel·lícula de 1995)
Reckless és una pel·lícula estatunidenca d'humor negre dirigida per Norman René, estrenada el 1995. El guió cinematogràfic de Craig Lucas es basa en la seva obra de 1983 del mateix títol. l'obra va ser dramatitzada dues vegades, el 2004 protagonitzada per Michael O'Keefe, Thomas Sadoski.

## Argument
És mestressa de casa i ho té tot, casa, marit i nens, però també ho perdrà tot la Nit de Nadal. En la seva fugida a la recerca de seguretat des de la seva casa de Connecticut, trobarà calamitats i coincidències surrealistes, i molts personatges, que convertiran el seu llarg viatge en un malson.
La vida -pel que sembla- perfecta de Rachel, alegre i desesperadament optimista és girada un Nadal quan el seu marit Tom anuncia que ha fet una assegurança sobre la seva vida. Agafant només una camisa de dormir i sabatilles, precipitadament marxa del seu Connecticut per evitar el destí que pensava. És rescatada per una assistent social de Springfield, que la porta a casa seva. Rachel s'instal·la amb la parella i comença a treballar amb Lloyd a Hands Across the Sea, una organització benèfica dedicada a ajudar els discapacitats.

## Producció
La banda sonora inclou "I'll Be Home for Christmas" de Bing Crosby, "Silent Night" per Jack Jones, "O Little Town of Bethlehem" per Roger Williams, i "Joy to the World" i "Jingle Bells" de Pat Boone.
L'estrena va ser al Festival Internacional de Cinema de Toronto el setembre de 1998. Va ingressar només 103.351 dòlars als EUA.

## Repartiment
- Mia Farrow: Rachel
- Scott Glenn: Lloyd
- Mary-Louise Parker: Pooty
- Eileen Brennan: Germana Margaret
- Debra Monk: Terapeuta
- Giancarlo Esposito: Tim Timko
- William Fichtner: Pare de Rachel
- Nancy Marchand: Àvia
- Tony Goldwyn: Tom
- Stephen Dorff: Tom Jr.